# Bouda, Algérie
Bouda là một đô thị thuộc tỉnh Adrar, Algérie. Dân số thời điểm năm 2002 là 8.668 người.